# Dattilografia

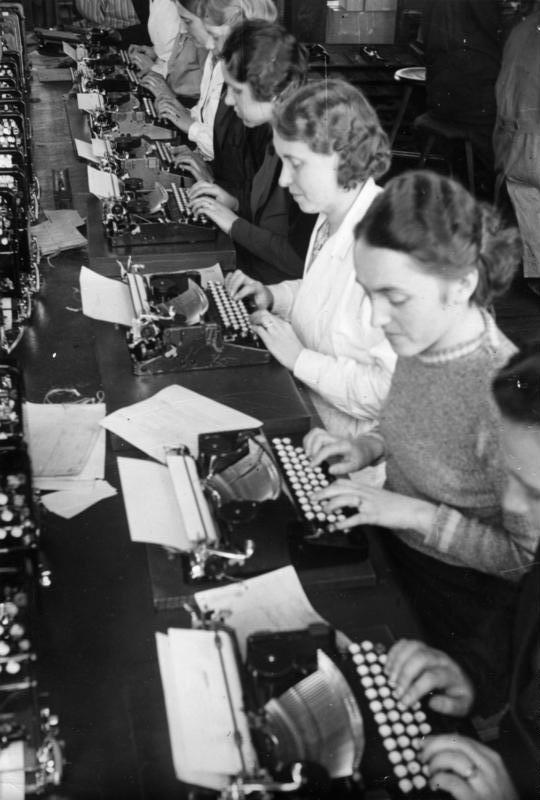
Dresda, 1934. Controllo di qualità finale in una fabbrica di macchine per scrivere.

La dattilografia (dal greco dáctylos = dito e graphía = scrittura) è la tecnica e la pratica della scrittura mediante l'uso di una macchina per scrivere (o, più in generale, di una tastiera). Un documento redatto in tale modalità è detto dattiloscritto.
La dattilografia è anche una disciplina professionale completa che ha avuto una grande evoluzione ed è entrata in ogni settore, in ogni lavoro d'ufficio e spesso, negli scorsi decenni, in associazione alla stenografia, al calcolo a macchina, alle tecniche della duplicazione ed alla contabilità meccanizzata.

## Storia
La sua nascita risale alla seconda metà dell'Ottocento quando, in seguito alla produzione e commercializzazione delle prime macchine per scrivere della Remington & Son di Ilion, New York (il Mod. 1, presentato all'Esposizione Internazionale di Filadelfia, è del 1876) si intravede un nuovo modo di scrivere e comunicare ed una reale risposta alla necessità di presentare, archiviare e conservare dei testi non più manoscritti, ma sempre più simili a quelli tipografici.

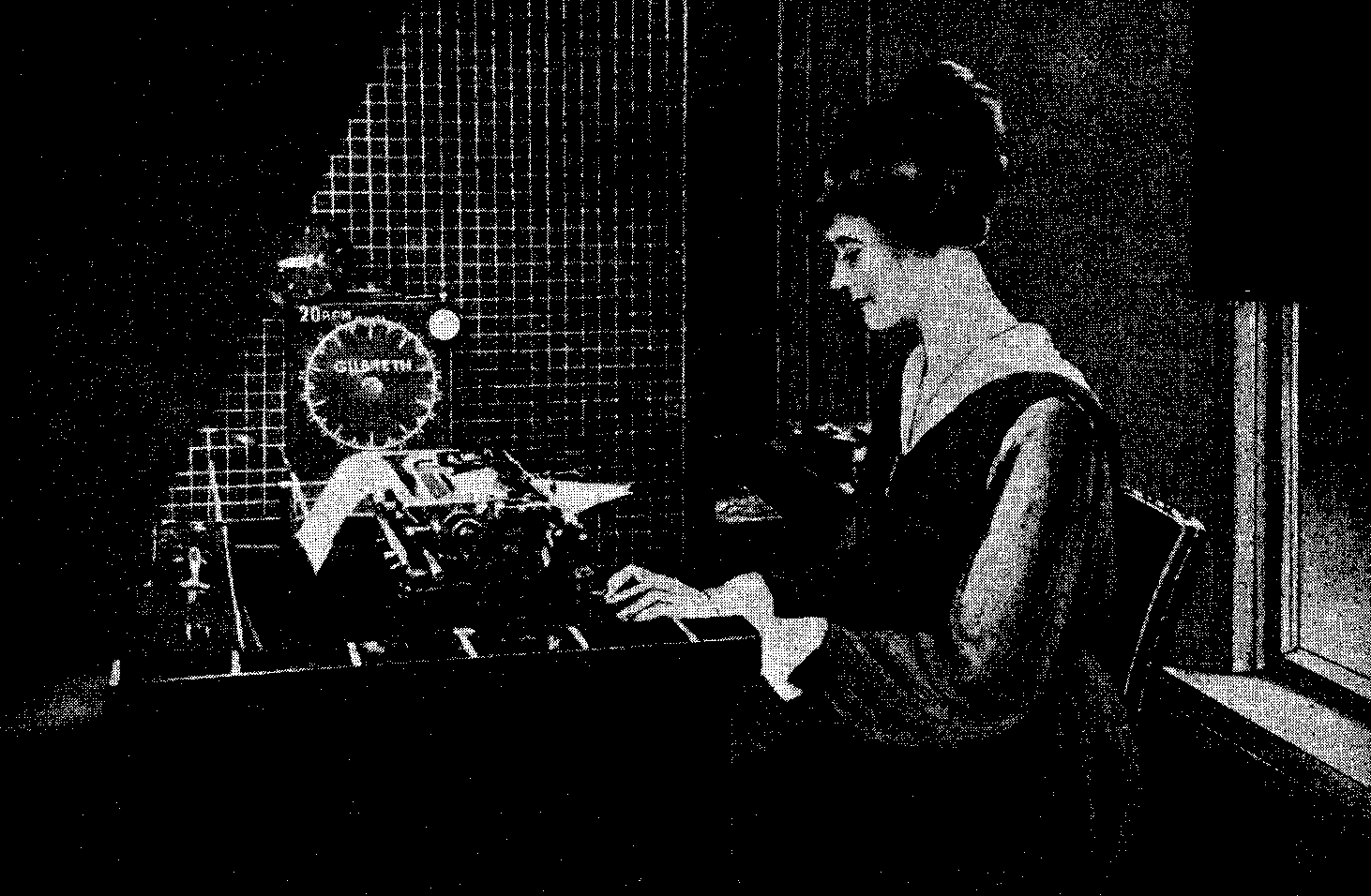
Dattilografa di fine Ottocento al lavoro

L'ingresso e la diffusione della macchina per scrivere negli uffici più progrediti dell'Ottocento rende quindi indispensabile la ricerca di personale capace di utilizzarla al meglio per battere dei testi sotto dettatura o scritti da altri in forma di bozze. In tal modo alla professione del calligrafo subentra pian piano quella del dattilografo. Sono soprattutto le donne che la esercitano, loro che per la prima volta hanno la possibilità di lavorare negli uffici, con l'opportunità di far carriera, ed iniziare una qualche forma di emancipazione dalla famiglia o da lavori sottopagati o poco gratificanti.
Le continue innovazioni tecnologiche portano ad una crescita e ad una continua evoluzione della dattilografia con conseguenti modifiche nel modo di operare del dattilografo.
Così con l'avvento delle macchine per scrivere elettriche dotate dei primi automatismi il lavoro dell'operatore dattilografo viene di gran lunga facilitato e gli viene consentito di aumentare progressivamente la velocità di battitura senza venir meno alla precisione di battuta. 
Maggiore velocità viene consentita dalle macchine elettroniche; la possibilità di modificare il carattere (inizialmente mediante la pallina o sfera ed in seguito con la margherita) permette di personalizzare ulteriormente lo scritto; la stampa diventa silenziosa con l'introduzione della testina a getto d'inchiostro.
Il passaggio a macchine con righe di memoria e poi ai primi sistemi di videoscrittura permette di rivedere, per eventuali correzioni e prima ancora della stampa, il testo appena digitato, dà la possibilità di stampare lo stesso scritto dopo aver effettuato le modifiche necessarie, porta all'abbandono progressivo dei sistemi di correzione e dell'uso della carta carbone per le copie multiple.

## Descrizione

### Utilizzo
La diffusione del personal computer e l'uso sempre crescente della posta elettronica, dei forum, delle chat, dei blog hanno portato un gran numero di persone ad utilizzare la tastiera con particolare frequenza e costanza, e non solo per esigenze lavorative, ma anche per il tempo libero. Una buona conoscenza della dattilografia risulta a maggior ragione indispensabile per poter sfruttare al meglio le potenzialità dell'elaboratore. È necessaria, inoltre, una grande conoscenza del mezzo e delle possibilità che esso offre per ottenere buoni risultati. 
Fioriscono nuove scuole, anche on line, che propongono corsi di dattilografia al computer, spesso anche in abbinamento a programmi che consentono l'apprendimento del metodo di scrittura a tastiera cieca.
Sin dagli esordi della dattilografia studenti e professionisti hanno posto a confronto le loro abilità dattilografiche ed a tutt'oggi sono ancora tanti i giovani che partecipano ai campionati regionali e nazionali di Dattilografia e di Trattamento testi su personal computer, dimostrando gli alti livelli raggiunti.
La dattilografia viene sempre più utilizzata nelle disabilità visive come metodologia (basta la tastiera di un personal computer ed un supporto di sintesi vocale), in aggiunta o in sostituzione della Dattilobraille, della Lettura e scrittura Braille, della Lettura e scrittura con Ingranditore Ottico, ecc. In tal modo permette di accedere con facilità ai vari ausilii informatici, anzi la sua conoscenza viene considerata requisito indispensabile e propedeutico per il loro accesso.

### Insegnamento

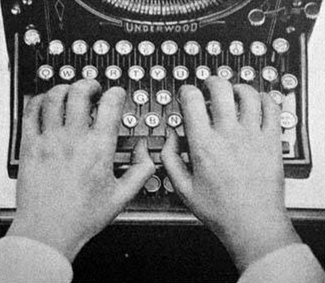
Posizione di base delle dita sulla tastiera di una macchina per scrivere Underwood

Le prime scuole per l'insegnamento della dattilografia nascono in America nel 1881 ed in pochissimi anni si registra un gran numero di provetti dattilografi.
Anche in Italia, seppure in ritardo, vengono modificati i piani di studi scolastici ed introdotte nuove discipline per preparare alle nuove professionalità emergenti.
Così alla Legge Casati del 1859 (che indicava lo studio della calligrafia quale requisito indispensabile per l'inserimento nel mondo del lavoro amministrativo) subentra la Riforma Gentile con il Regio Decreto 6/5/1923 n. 1054 che istituisce la Dattilografia quale materia d'esame negli Istituti Tecnici, e poi la Legge 15 giugno 1931 n. 889 - Riordinamento dell'istruzione Media Tecnica che introduce nelle scuole ad indirizzo commerciale l'insegnamento della Dattilografia.
Seguono a questi altri interventi normativi che danno prima maggiore e poi minor peso alla disciplina sia in ambito di istruzione che lavorativo.

### Metodologia

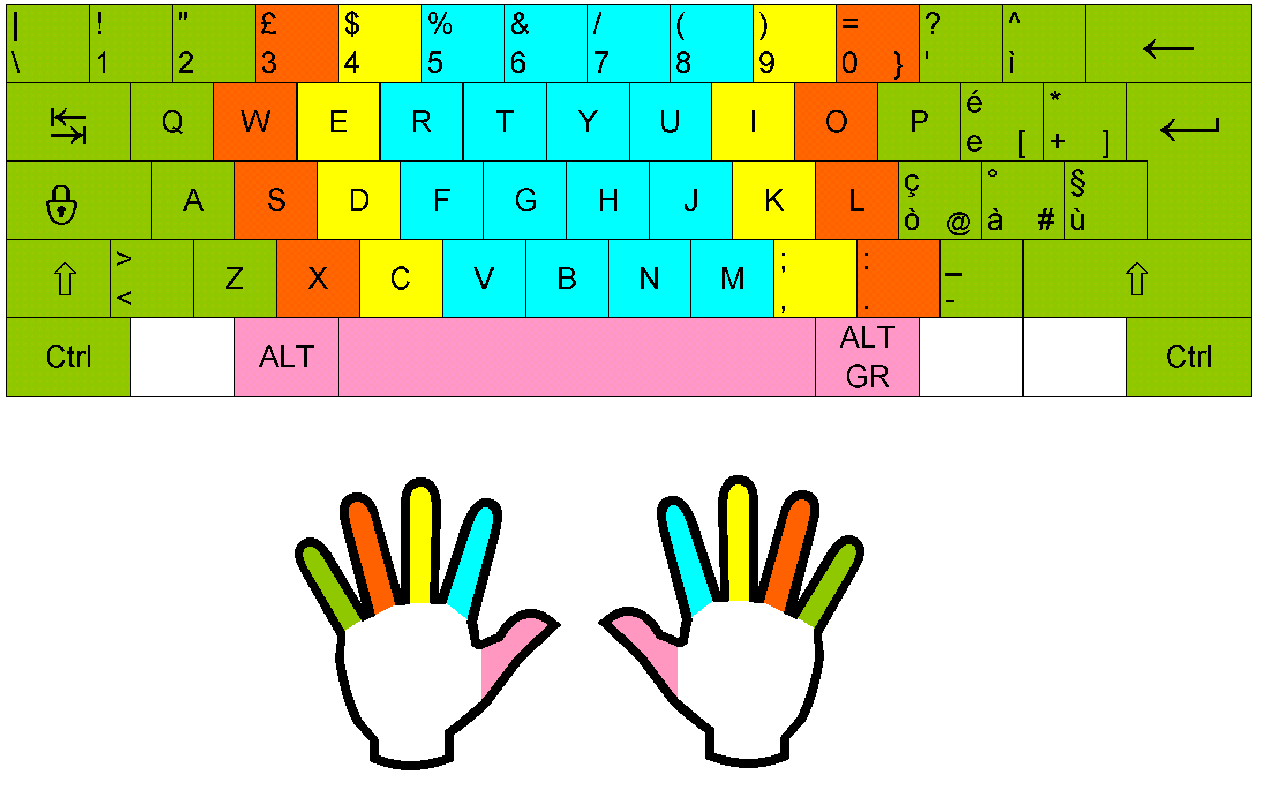
Schema per l'uso della tastiera cieca con le dieci
dita

La base fondamentale dello scrivere a macchina è la diteggiatura che ha il fulcro nella corretta posizione che l'operatore deve assumere davanti alla macchina, nell'uso del metodo di scrittura a tastiera cieca con esercizi graduali di apprendimento.
Solo in questo modo si può ottenere un'adeguata preparazione del dattilografo che deve utilizzare correttamente la tastiera con estrema precisione di scrittura, acquisire sempre maggior velocità di scrittura mantenendo un ritmo costante, utilizzare le regole di impaginazione dei documenti che devono risultare validi, sia dal punto di vista tecnico-pratico sia da quello estetico, e rispondere alle reali esigenze del lavoro. Si pone in tal modo la necessità di una didattica dattilografica tendente a sviluppare non solo tecnica, uniformità di battuta e ritmo, ordine e precisione, ma anche senso creativo ed estetico. La dattilografia assume quindi anche il ruolo di attività estetica ed espressiva.
Con l'avanzamento della tecnologia sono stati messi a punto vari metodi, sempre con l'intento di facilitare il lavoro dell'operatore (ad es. con l'ausilio del mouse o il riconoscimento vocale) e sempre maggiori sono i legami con i resocontisti ed i sottotitolatori, professionalità attualmente in crescita. 

Schema di tastiera QWERTY usata generalmente nei Personal computer

I metodi utilizzati per l'apprendimento della dattilografia sono stati nel tempo adattati anche alle macchine calcolatrici ed oggi, che le macchine per scrivere sono cadute praticamente in disuso, la Dattilografia originaria ha lasciato il posto al Trattamento testi con il Personal computer e l'uso di programmi di videoscrittura.  Viene confermata in tal modo la sua integrazione con l'informatica. Attualmente quindi la scrittura dattilografica va intesa anche solo in relazione ad una tastiera.
Le basi della scrittura a tastiera cieca risultano quanto mai valide anche con la tastiera estesa del computer. Questo metodo di scrittura viene tuttora insegnato in varie scuole.